# Cam Thịnh Tây
Cam Thịnh Tây là một xã cũ thuộc thành phố Cam Ranh, tỉnh Khánh Hòa, Việt Nam.
Xã Cam Thịnh Tây có diện tích 31,16 km², dân số năm 1999 là 3.809 người, mật độ dân số đạt 122 người/km².